# Rudolph Schramm
Rudolph Schramm, auch Rudolf Schramm (* 8. Januar 1813 in Elberfeld (heute Stadtteil von Wuppertal); † 5. Oktober 1882 in Baden-Baden), war ein deutscher Publizist. Während der Revolution von 1848/49 war er demokratischer Politiker. In der Reichsgründungszeit unterstützte er dagegen die Politik Otto von Bismarcks.

## Vormärz
Schramm stammte aus einer Fabrikantenfamilie aus Krefeld. Er studierte Philosophie und Rechtswissenschaften in Bonn, wo er sich dem Corps Rhenania anschloss, und Berlin. Danach trat er in den preußischen Justiz- und später in den Staatsdienst ein. Sein Bruder war Conrad Schramm.
Während seiner Zeit als Referendar in Köln gehörte er zu den Initiatoren des Dombauvereins. Da er selbst Protestant war, lehnte Schramm die ihm angebotene Stelle eines Sekretärs des Vereins ab, war aber im Vorstand des Dombauvereins tätig. Daneben war er bereits früh politisch aktiv. Als in den 1840er Jahren die Kölner Bürger den Rheinischen Provinziallandtag um Einführung der Pressefreiheit baten, wurde Schramm mit der Abfassung der Petition beauftragt, die von Ludolf Camphausen als einem der Ersten unterzeichnet wurde. Schramm tat sich auch bei der Förderung des Eisenbahnwesens hervor. Er publizierte dazu mehrere Schriften und trat in die Direktion der Bonn-Kölner Eisenbahngesellschaft ein. Im Jahr 1845 ging Schramm nach Berlin, um sein Assessorexamen abzulegen. Dort betätigte er sich in den nächsten Jahren indes politisch in der Oppositionsbewegung.

## Revolution und Exil
Schramm wurde nach dem Beginn der Märzrevolution von 1848 Vorsitzender des demokratischen Clubs von Berlin. Er wurde für den Wahlkreis Striegau-Schweidnitz-Neumarkt in die preußische Nationalversammlung gewählt. Dort gehörte er dem linken Flügel an und tat sich als energischer und leidenschaftlicher Redner hervor. Nach dem Sieg der Gegenrevolution wurde er fälschlicherweise beschuldigt, die Steuerverweigerungskampagne in seinem Wahlkreis propagiert zu haben. Dafür wurde er zu sechs Monaten Festungshaft verurteilt.
Er floh ins Exil und kehrte 1859 zurück, um sich einem Revisionsverfahren zu unterziehen. Dabei wurde er freigesprochen. Gleichwohl blieb er nicht in Deutschland, sondern kehrte in sein Exil in England zurück.

## Zeit der Reichseinigung
In einer Schrift „Der Norddeutsche Staat“ vertrat er Ideen, wie sie 1866 tatsächlich verwirklicht wurden. Insbesondere betonte er die Notwendigkeit des Kampfes mit Österreich. Er plädierte für ein nationales deutsches Kaisertum der Hohenzollern. Die Thesen stießen 1861 auf das Wohlwollen des preußischen Außenministers Albrecht von Bernstorff. Mit dem Ziel, die Reichsgründung voranzutreiben, kehrte Schramm nach Deutschland zurück und versuchte im Auftrag des Außenministers, liberale Politiker und insbesondere den Nationalverein von der Idee Wilhelms I. zu überzeugen, einen kleindeutschen Nationalstaat zu schaffen.
Für Schramm stand zu diesem Zeitpunkt nicht die politische Freiheit, sondern die Schaffung der Einheit im Mittelpunkt. Er kritisierte daher die Haltung der Fortschrittspartei und befürwortete die Vorschläge der Regierung zur Heeresreform. Otto von Bismarck, den er aus Studienzeiten kannte, sah Schramm nicht als Antiliberalen, sondern als möglichen Verwirklicher seiner nationalen Ziele an. Die Beziehungen zu Bismarck waren in dieser Zeit recht eng und Schramm gelang es, seinem Freund Lothar Bucher die Rückkehr in den Staatsdienst zu ermöglichen.
Während der Krise um Schleswig-Holstein hob er in seinen Schriften die Bedeutung Kiels als Marinehafen für Preußen hervor und trat für den preußischen Erbanspruch auf die Elbherzogtümer ein. Im Vorfeld des Krieges von 1866 wurde Schramm zum (unbesoldeten) Generalkonsul in Mailand ernannt. Er war stark daran beteiligt, eine Allianz zwischen Preußen und Italien zustande zu bringen. Nach dem Krieg gab Schramm den Posten auf und war wieder als Publizist tätig.
Weil Schramm in kirchenpolitischer Hinsicht keinen Konfliktkurs mit der katholischen Kirche wollte, kam es zur Entfremdung mit Bismarck. Dessen Politik während der Reichsgründung hat er indes unterstützt.
Nach der Reichsgründung kritisierte er die Ministergewalt und drang auf die öffentliche Behandlung aller zentraler Fragen. Außenpolitisch sah er zahlreiche gemeinsame Interessen von Deutschland, Frankreich, Österreich-Ungarn und Italien gegenüber Großbritannien, Russland und den USA.

## Schriften (Auswahl)
- Sofort zu ergreifende Maßregeln zum Abschluß der Berliner Revolution durch Sicherung ihrer Resultate. Berlin, 1848
- Die Standpunkt der Demokratie in und zur octroyirten zweiten Kammer. Berlin, 1849
- Zur fünfzigjährigen Jubelfeier der Einverleibung der Rheinprovinz von einem Rheinpreußen. Berlin, 1865
- Verfassungswahrheit. Mailand, 1879
- Die Internationale vor dem Reichstage und die sociale Frage. Mailand, 1878
- Ein preussischer Wasserrechtsfall: Das öffentl. Interesse an d. Sache; Das Privatfluss-Gesetz von 1843; Das Fischerei-Gesetz von 1874; Das Wupperfluss-Recht; Fridrichsthal; Rospatt; Hardt. Mailand, 1877 in der Google-Buchsuche
- Helden und Märtyrer der Deutschen Freiheit. Mailand, 1876
- Die europäische Diplomatie, die deutsche Volksvertretung und die allgemeine Entwaffnung. Leipzig, 1870